# Závislé vztahy (kniha)
Závislé vztahy je kniha od autora Heinze-Petera Röhra, která v originále vyšla v roce 2009, český překlad vyšel v roce 2011, 2013 (e-kniha) a 2016 v nakladatelství Portál.

## Obsah knihy
Předmětem knihy je popis a vysvětlení toho, co jsou závislé vztahy a jaká je jejich možná následná léčba a uzdravení. Autor pracuje s pojmem závislé poruchy osobnosti. Tento termín je charakterizován značnou potřebou závislosti na druhých lidech, neschopností osamostatnění, nízkým sebehodnocením a nepřiměřenými obavami z opuštění současné situace a stavu. 
Podle odborníků se v případě této poruchy osobnosti jedná o mnohem rozšířenější fenomén, než se dříve soudilo. Porucha často veden k mnoha formám závislého jednání a chování, psychosomatickým onemocněním, depresím. Člověk, který trpní touto poruchou, se často staví do role týraného a zneužívaného člověka. 
Pro snazší pochopení tématu Heinz-Peter Röhr použil pohádku Husopaska od bratří Grimmů. Na příkladu jednotlivých postav a jejich rolí popisuje, jak k chorobné závislosti dochází. Detailně se věnuje vysvětlení charakteristických forem, které na sebe tato porucha může vzít. Citlivě popisuje, jak dohází k emocionálnímu zneužívání v mezilidských vztazích, vztazích mezi mužem a ženou, a také v rodinách. Poukazuje na to, že toto chování může vést k narušení pocitu vlastní sebe-hodnoty.
V závěru knihy je popsáno několik situací, ke kterým dochází v okamžiku, kdy si závislý člověk uvědomí svou situaci a přijme ji. Autor popisuje techniky, které jsou vhodné k léčbě, osvobození a uzdravení z tohoto stavu.